# Бајо Пивљанин и бег Љубовић
Бајо Пивљанин и бег Љубовић је позната народна епска пјесма са тематиком сукоба народног јунака Баја Пивљанина и „Турчина“ - бега Љубовића.

## Радња пјесме
Пјесма почиње писмом („књигом“) бега Љубовића Бају Пивљанину у којој га оптужује да му је убио брата и заклиње се да ће га осветити. Бајо нуди на то у своме писму помирење бегу и велику одштету. Бег прихвата у идућем писму, али само под изузетно понижавајућим условима. Бајо ово одбија и шаље писмо бегу са захтјевом за двобој.
На двобој стиже Бајо са својим другом, код бега Љубовића. Бег нуди велику награду Бајовом другу да не каже Бају да је сакрио три оклопа испод своје кошуље (одјеће). Овај прихвата бегов мито и борба почиње.
Кад год Бајо удари бега, искре сијевају од оклопа сакривеног испод кошуље бегове. Кад год бег удари Баја, крв лети. Кад је Бајо видио да ће на превару да изгуби живот, скаче на бега, хвата му сабљу руком, дави га другом руком и зубима га закоље на крају.